# Фокер D.XII
Фокер D.XII је ловачки авион направљен у Холандији. Авион је први пут полетео 1924. године. 

## Пројектовање и развој
Авион Фокер D.XII је пројектовао Reinhold Platz (Рајнхолд Плац) главни конструктор Фокера 1924. године, на основу спецификације USAAC (Америчког ваздушног корпуса).
Први прототип је развијен на основу претходних модела фабрике Фокер D.IX и D.XI sа истим осмоцилиндричним мотором Hispano-Suiza 8Fb (Хиспано-Суиза 8Фб) снаге 300 KS. Пројектант се одлучио за летилицу типа сескиплан, 
код кога је доње крило имало знатно мањи размах од горњег крила. Друга два прототипа авиона D.XII су имала два танка крила истог размаха крила (то је био класичан дрвокрилац) са мотором Curtiss D-12 снаге 440 KS.
Авион са Кертисовим мотором је први пут полетео 21. августа 1924. 

## Технички опис
Труп му је правоугаоног попречног пресека. Носећа конструкција трупа је била направљена од заварених танкозидих челичних цеви високе чврстоће. Рамови су иза пилотске кабине па до краја репа били укрућени жичаним шпанерима а од мотора па закључно са пилотском кабином ова укрућења су била изведена од челичних цеви. Предњи део, иза мотора је био обложен алуминијумским лимом а остали део трупа је био облепљен импрегнираним платном. Носач мотора је био од заварених челичних цеви. Пилот је седео у отвореном кокпиту. Прегледност из пилотске кабине је била добра јер је мотор добро уклопљен у контуру авиона.
Први прототи је полетео са 8-мо цилиндричним течношћу хлађеним линијским мотором  распореда цилиндара, Hispano-Suiza 8Fb снаге  KS(220kW). Модел  са мотором Curtiss D-12 снаге  KS (323 kW) је први пут полетео 21. августа 1924. На вратилу мотора је била причвршћена двокрака, вучна, од метала или ламинираног дрвета направљена елиса, непроменљивог корака. Мотор је обложен лименом капотажом кроз чије отворе вире издувне цеви мотора. Хладњак за течност се налази иза мотора а расхладне ћелије му се виде са обе стране трупа авиона. Хладњак за уље се налази испод трупа авиона.
Заједничка карактеристика крила сва три модела овог авиона је то што су крила дрвене конструкције. Крила дебелог профила су била обложена шперплочама а танко профилна крила платном. Горња крила су имала две рамењаче а доња крила код двокрилаца такође су имала две рамењаче код сескиплана доња крила су имала једну рамењачу. Елрони су се налазили само на горњим крилима. 
Репне површине код првог прототипа овог авиона се састоје од хоризонталних и вертикалног стабилизатора, кормила правца и два кормила висине. Други прототип није имао вертикали стабилизатор. Сви ови ови елементи су направљени као цевасти челични рам са шупљим ребрима и платненом облогом. Вертикално кормило је постављено на крају репа а кормила висине су причвршћена за хоризонталне стабилизаторе који су причвршћени за горњу ивицу трупа а челичним упорницама се ослањају на доњу ивицу трупа. Сва кормила су челичним сајлама директно везана за управљачки систем авиона.
Стајни орган је био класичан (два точка напред а трећа ослона тачка испод репа авиона), направљен као челична конструкција од заварених танкозидих цеви са фиксном осовином. Tочкови су били димензија Ø 690 mm x 83 mm. Амортизација је била помоћу гумених каишева а на репном делу се налазила еластична дрвена дрљача.

## Наоружање
Авион је био наоружан са два синхронизована митраљеза који су се налазила испред пилота на горњој страни трупа и пуцала су кроз обртно поље елисе. Митраљези су се налазили у хаптичком пољу пилота тако да је могао да интервенише у случају застоја у паљби, што у то време није био редак случај.
| Наоружање авиона: Фокер        |                  |
| Ватрено (стрељачко) наоружање  |                  |
| Топ                            |                  |
| Митраљез                       |                  |
| Број и ознака митраљеза        | 2                |
| Број метака                    | 500 по митраљезу |
| Калибар                        | 7,7*             |
| Бомбардерско наоружање (бомбе) |                  |
| Ракетно наоружање (ракете)     |                  |

*променљива категорија на захтев купца

## Верзије
- 1. прототип - Први прототип је био заснован на моделима D.X и D.XI то је била летелица типа сескиплан са крилима дебелог профила. Доње крило је знатно мањих димензија од горњег. Крила су при својим крајевима била спојена металним V упорницама. Корен V упорнице је био ослоњен на рамењачу доњег крила а крајеви упорнице су били причвршћени за предњу и задњу рамењачу горњег крила. Крајеви крила су били одсечени. Авион је био опремљен 8-мо цилиндричним течношћу хлађеним линијским мотором  распореда цилиндара, Hispano-Suiza 8Fb снаге  KS(220kW). Овом прототипу је била извршена једна модификација а то је крајеви крила (горња и доња) су стањени до технолошког минимума (тј. до линије дебљине материјала).

- После завршених летних испитивања овом авиону су промењена крила. Уместо сескиплана авион је постао класичан двокрилац. Добио је два иста крила танког профила, чији су крајеви спојени упорницама у облику ћирилићног слова И, гледано са бочне стране авиона. Вертикале ових упорница повезују предњу са предњом рамењачом и задњу са задњом рамењачом доњег и горњег крила док дијагонала између паралелних упорница обезбеђује додатну крутост целом систему. Новост је била што су гледано са предње стране крила уведене металне упорнице у облику латиничног слова V. Корен ове упорнице је био причвршћен за предњу рамењачу горњег крила а крајеви су се ослоњали на предњу рамењачу доњег крила. Захвањујући овом решењу избегнути су отпори вибрирајућих жичаних затезача у току лета. Ово решење је први пут примењено код авиона Ансалдо SVA. Елерони (крилца) су са налазила само на горњим крилима. Све остало: труп, мотор, реп и стајни трап су остали непромењени.

- 2. прототип - Овај модел је исти као први прототип двокрилац с тим што је извршена корекција репа и промењен мотор. Код овог модела је уграђен мотор Curtiss D-12.

- - Коначна верзија: класичан двокрилац са једнаким горњим и доњим крилима, танког профила, коригованим репом и 12-то цилиндричним мотором V распореда Curtiss D-12 снаге  KS (323 kW). На крилима V упорнице које су замениле жичане затезаче сада повезују предње рамењаче на доњим крилима са задњим рамењачама на горњим крилима. Елерони (крилца) су са налазила само на горњим крилима.

## Оперативно коришћење
Направљено је само 3 авиона овог типа и сва три су се међусобно разликовала. У суштини су то били три прототипа на којима је Фокер искристалисао ставове у ком правцу иде конструкција ловачких авиона у то доба. Дилема између два рата је била како помирити окретност вишекрилаца са све већом брзином коју омогућавају једнокрилци. Када су пројектовани и прављени ови авиони већ се знало да је максимална брзина коју могу да достигну двокрилци око 300 km/h. Са овим пројектима Фокер D.XIIсе приближио тој граница а већ са наредним пројектом оборени су светски брзински рекорди.
Ови авиони су корисно послужили као снова за преговоре са новим купцима. На основу ових искустава настао је пројект авиона D.XIII који је развијен за потребе Немачке војске.
Није сачуван ни један примерак ових авиона.

## Земље које су користиле авион
- Холандија